# Мота, Жеан
Жеа́н Мо́та Оливе́йра де Со́уза, более известный как просто Жеа́н Мо́та (порт. Jean Mota Oliveira de Souza; род. 15 октября 1993 года, Сан-Паулу) — бразильский футболист, атакующий полузащитник «Витория» (Салвадор).

## Биография
Жеан Мота — воспитанник академии клуба «Португеза Деспортос» из Сан-Паулу. За основной состав «Португезы» дебютировал 20 марта 2012 года в матче Кубка Бразилии против «Куябы». Жеан вышел на замену на 88 минуте, а его команда выиграла со счётом 4:0. 17 марта 2013 года полузащитник дебютировал в чемпионате штата Сан-Паулу в домашней игре с «Рио-Бранко», также выйдя на замену. «Португеза» выиграла 2:0. В том же году, 6 августа, Жеан Мота дебютировал в Серии A чемпионата Бразилии, выйдя на замену в игре с «Коринтиансом» (0:0).
По итогам сезона 2013 «Португеза» вылетела из Серии A. В 2014 году Мота забил свой первый гол в профессиональной карьере. В гостевом матче Серии B «луза» сыграла вничью с «Америкой» (Натал) 1:1, и свой гол Жеан забил на второй компенсированной минуте, чем спас «Португезу» от поражения. В ходе того чемпионата Жеан Мота чаще использовался на позиции левого латераля, хотя обычно играет на месте атакующего полузащитника.
В сентябре 2015 года Жеан Мота перешёл в «Форталезу». Помог своей команде выиграть чемпионат штата Сеара в 2016 году. Он был признан лучшим игроком этого турнира. В июне 2016 года перешёл в «Сантос».
Дебютировал за «рыб» 26 июня в самой концовке домашнего матча чемпионата Бразилии против «Сан-Паулу», в котором хозяева одержали верх со счётом 3:0. В основном же составе Мота впервые вышел 3 августа в домашней игре против «Фламенго» (0:0). По итогам чемпионата «Сантос» занял второе место.
Жеан Мота регулярно играл за основу «Сантоса», став одним из лидеров команды. Звёздным эпизодом в карьере игрока стало выступление в чемпионате штата Сан-Паулу 2019 года. Несмотря на то, что его победителем стал «Коринтианс», именно Жеан Мота стал лучшим бомбардиром первенства, а также был признан лучшим игроком и включён в символическую сборную. В том же году во второй раз помог «Сантосу» стать вице-чемпионом Бразилии.
В розыгрыше Кубка Либертадорес 2020 Жеан Мота провёл семь матчей (в двух выходил в основе), забив один гол, и помог своей команде выйти в финал турнира.
12 декабря 2021 года Жеан Мота перешёл в клуб MLS «Интер Майами», подписав контракт до конца сезона 2024 с опцией продления на сезон 2025. По информации бразильской прессы «Интер Майами» заплатил «Сантосу» 500 тыс. долларов США (2,8 млн бразильских реалов) за 80 % прав игрока. В высшей лиге США он дебютировал 26 февраля 2022 года в матче стартового тура сезона против «Чикаго Файр». 25 мая в матче ⅛ финала Открытого кубка США 2022 против «Орландо Сити» забил свой первый гол за «Интер Майами». 3 августа в матче против «Сан-Хосе Эртквейкс» забил свой первый гол в MLS.
В марте 2024 года перешёл в «Виторию» (Салвадор).

## Статистика выступлений
| Выступление      | Выступление      | Выступление      | Лига | Лига | Плей-офф | Плей-офф | Кубок США | Кубок США | Кубок лиг | Кубок лиг | Итого | Итого |
| Клуб             | Лига             | Сезон            | Игры | Голы | Игры     | Голы     | Игры      | Голы      | Игры      | Голы      | Игры  | Голы  |
| ---------------- | ---------------- | ---------------- | ---- | ---- | -------- | -------- | --------- | --------- | --------- | --------- | ----- | ----- |
| Интер Майами     | MLS              | 2022             | 33   | 2    | 1        | 0        | 2         | 1         | —         | —         | 36    | 3     |
| Интер Майами     | MLS              | 2023             | 9    | 0    | 0        | 0        | 1         | 0         | 0         | 0         | 10    | 0     |
| Интер Майами     | Итого            | Итого            | 42   | 2    | 1        | 0        | 3         | 1         | 0         | 0         | 46    | 3     |
| Всего за карьеру | Всего за карьеру | Всего за карьеру | 42   | 2    | 1        | 0        | 3         | 1         | 0         | 0         | 46    | 3     |

## Титулы и достижения
Командные
- Победитель Серии A2 штата Сан-Паулу (1): 2013
- Чемпион штата Сеара (1): 2016
- Вице-чемпион Бразилии (2): 2016, 2019
- Финалист Кубка Либертадорес (1): 2020

Личные
- Лучший бомбардир чемпионата штата Сан-Паулу (1): 2019 — 7 голов
- Лучший игрок чемпионата штата Сан-Паулу (1): 2019
- Лучший игрок чемпионата штата Сеара (1): 2016